# Мертесдорф
Мертесдорф (нім. Mertesdorf) — громада в Німеччині, розташована в землі Рейнланд-Пфальц. Входить до складу району Трір-Саарбург. Складова частина об'єднання громад Рувер.
Площа — 6,47 км2. Населення становить 1670 ос. (станом на 31 грудня 2020).